# Heinrichshofen Verlag
Der Heinrichshofen Verlag GmbH & Co. KG ist ein Musikverlag in Wilhelmshaven, der auch die Imprints Ars Musica Verlag und Noetzel führt.
Der Verlag ging aus der 1797 in Magdeburg gegründeten Buchhandlung von Georg Christian Keil hervor, die im Haus Zum großen Christoph, Breiter Weg 171, ansässig war. Keils Patensohn Wilhelm Heinrichshofen (4. März 1782 – 29. April 1881) trat im Gründungsjahr 1797 als Lehrling ein. Nach dem Tod Kreils ging das Unternehmen 1806 in den Alleinbesitz Heinrichshofens über.
Der Verlag ist bis heute im Familienbesitz und wird derzeit von der sechsten Generation geführt.
Ende der 1940er Jahre wurde der Firmensitz von Magdeburg nach Wilhelmshaven verlegt.